# Zavaros Eszter
Zavaros Eszter Mária (Budapest, 1982. szeptember 12. –) opera-énekesnő (szoprán), televíziós műsorvezető.

## Élete
Édesanyja, Pogány Alinka évtizedekig volt a Magyar Állami Operaház balettkarának tagja. Ő maga nyolcéves kora óta tanul zenét, tízévesen fuvolázni kezdett. A középiskolát a Városmajori Gimnázium ének–zene tagozatán végezte, tagja volt az iskola Gráf Zsuzsanna vezette Angelica Leánykarának. Rendszeres hangképzését tizenhét éves korában kezdte Schultz Katalinnál. Egyetemi tanulmányait a Pázmány Péter Katolikus Egyetem Bölcsészet- és Társadalomtudományi Karán kezdte, itt 2008-ban szerzett kommunikációból diplomát. A bölcsészévek alatt egy tanévet végzett el a Szent István Konzervatóriumban, majd 2005-től párhuzamosan a Liszt Ferenc Zeneművészeti Egyetem ének szakán is hallgató lett Pászthy Júlia növendékeként. 2010-ben kapta meg énekművészi diplomáját. 2012-től Kaposy Margit lett a mestere.
Vizsgaelőadások, fesztiváli fellépések után a 2009–2010-es évadban a kecskeméti Katona József Színházban debütált Huszka Jenő Lili bárónőjének címszerepében. A következő évadban a Csokonai Nemzeti Színházban a Víg özvegy Glavari Hannáját énekelte. 2013-ban szerződtette a Magyar Állami Operaház. 2021 óta Komlósi Ildikó Kossuth-díjas operaénekesnél tanul.
Hangfaja: jugendlich-dramatisch szoprán.
2017-ben a Maestro Solti Nemzetközi Karmesterverseny műsorvezetője volt Bősze Ádámmal az M5 tévécsatornán.
A 2022/2023-ás évadban a Győri Nemzeti Színházban Lehár Ferenc A víg özvegy című nagyoperettjének címszerepét énekelte.
Operai szerepei közben rátalált a televíziózás is, így a Magyar Állami Operaház jóvoltából saját televíziós műsort kapott; ennek első évada Eszter vezet, második évada pedig Eszter bevezet címen futott. Eközben 2021-ben a Hír Televízió csapatához is csatlakozott: előbb riporterként dolgozott, majd televíziós műsorvezetőként 3 különböző műsor vezetését is megkapta a csatornától. 2022 nyarán a Virtuózok V4 komolyzenei tehetségkutató egyik műsorvezetője lett a Duna Televízión.
2025. január 1-jén vezetett utoljára híradót a Hír Tv-ben
Elvált férjétől, Szemerédy Károly operaénekestől.

## Szerepei
- Pjotr Iljics Csajkovszkij: A pikk dáma — Chloë
- Gaetano Donizetti: Szerelmi bájital — Gianetta
- Goldmark Károly: Sába királynője — Asztarót
- Joseph Haydn: Élet a Holdon — Flaminia
- Engelbert Humperdinck: Jancsi és Juliska — Az altatómanó
- Huszka Jenő: Lili bárónő — Malomszeghy Lili
- Leoš Janáček: Jenůfa — Jano
- Kacsóh Pongrác: János vitéz — Iluska; A francia királykisasszony
- Lehár Ferenc: A víg özvegy — Glavari Hanna; Valencienne
- Liszt Ferenc: Don Sanche, avagy a szerelem kastélya — Zélis
- Wolfgang Amadeus Mozart: Figaro lakodalma — Barbarina
- Wolfgang Amadeus Mozart: A varázsfuvola — Papagena
- Giacomo Puccini: Pillangókisasszony — Kate Pinkerton
- Giacomo Puccini: Gianni Schicchi — Lauretta
- Giacomo Puccini: Angelica nővér — Első novícia
- Claude-Michel Schönberg: A nyomorultak — Cosette; Szajha; Munkáslány
- Johann Strauss d. S.: A cigánybáró — Szaffi
- Richard Strauss: Elektra — Szolgáló
- Tallér Zsófia: Leánder és Lenszirom — Csibecsőr
- Giuseppe Verdi: Rigoletto — Apród

## Díjai, elismerései
- 2008 — a Simándy József Énekverseny különdíja
- 2015 — Dr. Mándi Andor és felesége díja a legtehetségesebb pályakezdőnek